# Estação City Hall
City Hall, também conhecida como City Hall Loop, foi o terminal sul da primeira linha de Metrô da cidade de Nova York.
Foi construída pela Interborough Rapid Transit Company (IRT), e era chamada de "Manhattan Main Line".
A estação foi projetada por Rafael Guastavino, um mestre de obras e construtor espanhol que deixou um legado impressionante de abóbadas e cúpulas de tijolos em Nova Iorque.
Localizada num espaço público, em frente à Prefeitura (City Hall) da cidade, foi projetada para ser a estação modelo do novo metrô.
Inaugurada em 27 de outubro de 1904, juntamente com a primeira linha de metrô de Nova Iorque. Neste dia passaram cerca de 150 000 pessoas pela estação 
Não tem uma única linha reta. Construída numa curva apertada, a arquitetura é toda curvilínea, das entradas aos tetos.
Com o aumento do número de carruagens a curva apertada de City Hall não podia ficar maior e a distância entre a plataforma e as carruagens era mais extensa do que o normal, um resultado da curvatura da linha. Com a modernização do meio de transporte, e a colocação de portas em todas as carruagens, esse gap tornou-se perigoso para os passageiros.
Numa transição quase natural, as pessoas passaram a preferir utilizar a estação Brooklyn Bridge, que ficava mesmo ali ao lado e era maior e mais conveniente. Com uma redução drástica no número de utilizadores, em 1945, o seu último ano de vida, recebeu apenas 600 passageiros. Em média, menos de duas pessoas por dia usaram a estação.
Os serviços foram descontinuados em 31 de dezembro de 1945.
Em abril de 1995 reabriu como uma filial do New York Transit Museum com visitas ocasionais à estação até 1998.
Em 2006 foram retomadas as visitas. Em 2018 acontecem 16 por ano, mas não é fácil conseguir um bilhete: é preciso ser membro do New York Transit Museum (49€ por ano, não é obrigatório ter cidadania norte-americana); tem de ser rápido a comprar a entrada e pagar 41€ pelo ingresso. A tour tem a duração de 1h30.